# Касорга
Касорга — река в России, протекает в Томской области. Устье реки находится в 11 км по левому берегу реки Ягодная. Длина реки составляет 15 км. Протекает возле деревни Новокороткино, впадает в озеро Чажемтушка.

## Данные водного реестра
По данным государственного водного реестра России относится к Верхнеобскому бассейновому округу, водохозяйственный участок реки — Обь от впадения реки Чулым до впадения реки Кеть, речной подбассейн реки — Чулым. Речной бассейн реки — (Верхняя) Обь до впадения Иртыша.